# La Chute de la maison Usher
La Chute de la maison Usher is een Franse stomme horrorfilm uit 1928 van Jean Epstein. De film is gebaseerd op The Fall of the House of Usher, een kort verhaal uit 1839 van Edgar Allan Poe.
Opera
Het is ook een (niet-afgewerkte)  opera van de Franse componist Claude Debussy, gebaseerd op ditzelfde verhaal van Edgar Allan Poe. Debussy schreef deze opera tussen 1908 en 1919.

## Verhaal
Lord Roderick Usher is bezorgd om de gezondheid van zijn vrouw Madeleine, die permanent wordt vergezeld door haar dokter. Hij vraagt zijn vriend Allan om naar zijn afgelegen huis te komen. Wanneer hij aankomt is Usher in een furieuze bui een portret aan het schilderen van zijn vrouw, die vermoeid geraakt bij elke positie die ze moet aannemen. Kort nadien komt ze te overlijden en haar man heeft de grootste moeite dit te accepteren. Na een blikseminslag op een stormachtige avond komt ze terug tot leven.

## Rolverdeling
| Acteur           | Personage           |
| ---------------- | ------------------- |
| Jean Debucourt   | Lord Roderick Usher |
| Marguerite Gance | Madeleine Usher     |
| Charles Lamy     | Allan               |
| Fournez-Goffard  | de dokter           |